# Alpine (Nova Jérsei)
Alpine é um distrito localizado no estado americano de Nova Jérsei, no Condado de Bergen.

## Demografia
Segundo o censo americano de 2000, a sua população era de 2183 habitantes. 
Em 2006, foi estimada uma população de 2429, um aumento de 246 (11.3%).

## Geografia
De acordo com o United States Census Bureau tem uma área de 
23,8 km², dos quais 16,5 km² cobertos por terra e 7,3 km² cobertos por água.

## Localidades na vizinhança
O diagrama seguinte representa as localidades num raio de 8 km ao redor de Alpine. 